# Marco Ongaro
Pour les articles homonymes, voir Ongaro.
Marco Ongaro (né le 26 juillet 1956 à Vérone) est un auteur-compositeur-interprète, poète et écrivain italien.

## Biographie

### Années 1970—2000
Actif en tant qu'auteur-chanteur-musicien depuis le milieu des années 1970, après une expérience d'auteur et d'interprète de musique disco (avec la publication d'un LP et de trois singles) sous le pseudonyme O'gar[1], il fait ses débuts en tant qu'auteur-compositeur-interprète avec l'album AI (1987), qui lui vaut le Targa Tenco de la meilleure première œuvre. Cet album est suivi en 1990 par Sono bello dentro, sur lequel figure la chanson Artista moribondo, dédiée à Piero Ciampi. Après son troisième album en tant qu'auteur-compositeur-interprète en 1995, Certi sogni non si avverano, qui contient la chanson Spero che tu stia bene, inspirée par la mort de son frère en 1982, il se retire de la scène pendant cinq ans pour ne revenir à l'activité artistique qu'en 2000, en écrivant les paroles et la musique de l'album autobiographique Lasciatemi vivere de Grazia De Marchi, suivi de l'album consacré aux héroïnes shakespeariennes, interprété par la chanteuse Giuliana Bergamaschi.
Ongaro revient à l'enregistrement avec Dio è altrove en 2002, un album qui contient la chanson Il conte Max di Genova, un portrait de l'auteur-compositeur-interprète Max Manfredi avec lequel il a partagé ses débuts dans la chanson à la fin des années 1980 et auquel il est resté électivement lié au cours des différentes étapes de sa carrière. En 2004, il passe à la comédie musicale avec La Cena della sposa, écrite à quatre mains en langue vernaculaire avec Nicola Dentamaro et remonte sur scène en mai 2009,.
Depuis 2001, il collabore à la production littéraire de Pascal Schembri, qui a publié en 2011 le livre Cronaca di una beffa editoriale, récit de leur collaboration.
C'est également au cours de ces années qu'Ongaro fait ses débuts en tant qu'auteur de poésie, de fiction et de livrets d'opéra avec le recueil poétique Visto e considerato, en collaboration avec Massimo Rubulotta en 2002, suivi du recueil de nouvelles Fughe 1 en 2004, de l'opéra-bouffe Il cuoco fellone mis en scène en 2004 au Teatro Nuovo de Vérone et de Kiki de Montparnasse qui a débuté à Paris, en France, en 2007. En parallèle, il sort trois nouveaux albums, dont Archivio Postumia en 2005, un enregistrement à saveur jazz réalisé 15 ans plus tôt, et Anni ruggenti en 2007, un album-concept enregistré avec le Storyville Jazz Band et entièrement consacré aux années de la prohibition. En 2008, il est à nouveau dramaturge et auteur de la musique de Andata/Ritorno/Andata sur un projet de Jana Balkan pour le Teatro Scientifico de Vérone, mis en scène par Walter Manfrè. En 2009, le spectacle multimédia L'Alba delle Libertà - Riflessione teatrale sulla Costituzione, écrit pour l'Université de Vérone avec une musique originale de Vittorio De Scalzi et la sienne, est présenté au Teatro Nuovo de Vérone et reçoit la Médaille de la Présidence de la République de la part du Président de l'époque, Giorgio Napolitano.

### Années 2010—2020
L'année 2010 assiste à la sortie de son huitième album Canzoni per adulti, qui recevra le Premio Lunezia dans la catégorie « chanson d'auteur » et le prix Lo Cascio, et la publication de la pièce Il supplizio di Don Giovanni.
Le 10 février 2011 sort l'opéra tragique en un acte Moro, inspiré de l'emprisonnement et de la mort d'Aldo Moro, sur un livret de Marco Ongaro et une musique d'Andrea Mannucci. La première italienne a lieu à la cathédrale de Vérone à l'invitation de l'évêque pour l'ouverture du Carême. Ongaro poursuit son activité de librettiste avec les mélologues Novembre dei vivi et Homunculus, sur une musique d'Andrea Mannucci, et Il bestiario di Ginevra, sur une musique d'Andrea Battistoni. Il revient au théâtre en 2015 avec 1915-1918 Lettere d'amore dal fronte et à l'opéra contemporain avec Il Computer.
En juin 2011, Kiki. La modella, une biographie italienne de Kiki de Montparnasse et une fresque des années folles parisiennes entre bohème et art moderne, a été son premier ouvrage non fictionnel officiel. Il est suivi en 2014 par le pamphlet Elogio della puntualità en collaboration avec Andrea Battista et en 2015 par le portrait biographique Psicovita de Niki de Saint Phalle.
En mai 2016, la publication Libretti musicali rassemble le livret d'opéra Il Computer, le mélologue Esopo suite et la pièce de danse en un acte Lavanderia Warhol, tandis qu'en octobre sort le neuvième album d'auteur-compositeur-interprète intitulé Voce. Il revient à la non-fiction en 2017 avec Elogio dello snob, un pamphlet analysant et retraçant les tensions culturelles entre les classes sociales.
L'année 2019 le voit à nouveau librettiste d'opéra pour le compositeur Andrea Mannucci et, en mai, il débute au 12e Ned Ensemble Festival le Trittico dello smartphone, qui descend idéalement de Il Computer. Le 27 septembre 2019, Ongaro revient à la chanson avec la sortie du single Hotel Bella Italia, une traduction de la chanson Hotel California des Eagles, dont il modifie le titre et le refrain correspondant pour les adapter à la version italienne. En décembre de la même année, il publie le troisième éloge de sa carrière d'essayiste, Elogio della borghesia, un pamphlet dans lequel il décrit les neuf qualités cardinales de la bourgeoisie.
Le 15 juin 2020, première représentation en Vénétie à l'occasion de la réouverture des théâtres après la fermeture due à la pandémie de Covid-19 des mois précédents, Il muro trasparente. Delirio di un tennista sentimentale. Pièce de Marco Ongaro et Paolo Valerio, avec Paolo Valerio comme seul interprète, mise en scène par le Teatro Stabile di Verona - Centro di Produzione Teatrale. Représentation centrée sur un mur de plexiglas transparent sur lequel un joueur de tennis dribble, pense et raconte, seul face à lui-même. Le 5 décembre de la même année, il est présenté pour la première fois au 58e festival Nuova Consonanza, Mattatoio - La Pelanda, à Rome. Le 25 mars 2022, il publie son onzième album d'œuvres inédites, intitulé Solitari, douze titres produits par Gandalf Boschini et soutenus musicalement par le groupe de rock progressif Logos. La collection, selon Max Casali dans L'isola che non c'era, « déploie un réseau de visions, d'incursions descriptives entre l'ancien et le moderne, entre les caprices du cœur et les traités helléniques d'avant-garde [...]. » En novembre 2022, il publie avec Fabrizio Mastrorocco le troisième manuel d'écriture créative issu de ses cours au Teatro Stabile di Verona, intitulé Il romanzo nel cassetto - 100 consigli per aspiranti narratori. En décembre de la même année, il reçoit le prix CartaCanta pour le livre sur Serge Gainsbourg dans la catégorie du meilleur livre musical de l'année.
En février 2024, il publie son douzième album de chansons inédites La spia che ti amava (L'espion qui t'aimait), un voyage émotionnel à travers les multiples façons dont l'amour se manifeste. Onze titres dans lesquels la créativité de Marco Ongaro exprime sa passion et ses sentiments dans un résumé poétique de toute sa production, avec des thèmes et des sons récurrents liés à l'histoire du rock. Le tout traduit en textes qui explorent la dynamique sentimentale humaine complexe.

## Discographie

### Albums studio
- 1987 : AI (Rossodisera)
- 1990 : Sono bello dentro (Rossodisera/BMG)
- 1995 : Certi sogni non si avverano (Rossodisera/SonyMusic)
- 2002 : Dio è altrove, (D'autore/Azzurra Music)
- 2004 : Esplosioni nucleari a Los Alamos (D'autore/Azzurra Music)
- 2005 : Archivio Postumia, (Rossodisera)
- 2007 : Anni ruggenti, (D'autore/Azzurra Music)
- 2010 : Canzoni per adulti, (Freecom)
- 2016 : Voce, (D'autore/Azzurra Music)
- 2018 : Il fantasma baciatore, (D'autore/Azzurra Music)
- 2019 : Hotel Bella Italia, (D'autore/Azzurra Music) - single
- 2022 : Solitari (Vrec/Andromeda Relix)
- 2024 : La spia che ti amava (Long Digital Playing)

### Collaborations
- 1990 : Te lo faccio vedere chi sono io  Gli amici cantano Ciampi  (Blu)
- 1991 : Accidenti! - Dodi Moscati (Rossodisera-Emi)
- 1992 : Maledetti amici - Pino Pavone (interbeat/warner)
- 1995 : Inciampando Omaggio a Piero Ciampi  (Il vino)
- 2008 : Bardocî Omaggio a Sergio Bardotti (Tenco/Alabianca)
- 2008 : Pan Brumisti Quelle piccole cose  (Tenco/Alabianca)
- 2010 : Piero Ciampi Live - E continuo a cantare (Tenco/ Promo Music)
- 2011 : Vittorio De Scalzi – Gli occhi del mondo

### Albums collaboratifs
- 2000 : Lasciatemi vivere par Grazia De Marchi (Rossodisera/Emi)
- 2001 : Shakespeariana par Giuliana Bergamaschi (Rossodisera/SonyMusic)
- 2003 : Sporco Mondo par Grazia De Marchi-Calicanto (D'autore/Azzurra Music)

## Ouvrages
- 2002 : Visto e considerato (Bonaccorso Editore)
- 2004 : Fughe 1 racconti (Bonaccorso Editore)
- 2005 : Il cuoco fellone (opera buffa in due atti) (Bonaccorso Editore)
- 2007 : Per non dimenticare (Bonaccorso Editore)
- 2007 : Kiki de Montparnasse (opera in un atto) (Bonaccorso Editore)
- 2010 : Il supplizio di Don Giovanni (Bonaccorso Editore)
- 2010 : Andata/Ritorno/Andata (Bonaccorso Editore)
- 2011 : Moro - Opera tragica in un atto (Bonaccorso Editore)
- 2011 : Kiki - La modella (edizioniAnordest)
- 2012 : Due Melologhi (Bonaccorso Editore)
- 2014 : Elogio della puntualità (Giubilei Regnani)
- 2015 : Psicovita di Niki de Saint Phalle (Historica)
- 2016 : Libretti musicali (Bonaccorso Editore)
- 2017 : Elogio dello snob (Historica)
- 2018 : Manuale poco pratico di scrittura creativa (Historica)
- 2018 : Guida ai Grandi Aforisti (Odoya)
- 2019 : Trittico dello Smartphone (Bonaccorso Editore)
- 2019 : Elogio della borghesia (Historica)
- 2020 : Il muro trasparente - Delirio di un tennista sentimentale (Bonaccorso Editore)
- 2021 : Manuale quasi pratico di scrittura teatrale (Historica)
- 2021 : Un poeta può nasconderne un altro - Il senso per la parola di Serge Gainsbourg (Caissa Italia Editore)
- 2022 : Il romanzo nel cassetto - 100 consigli per aspiranti narratori (Historica)

## Distinctions
- 1987 : Targa Tenco du meilleur Opera Prima
- 2007 : Premio Lunezia DOC pour la qualité musico-littéraire de la carrière
- 2011 : Premio Lunezia Canzone d'autore pour l'album Canzoni per adulti[29]
- 2011 : Premio Giorgio Lo Cascio alla Canzone d'Autore Award[30]
- 2022 : Prix CartaCanta du meilleur livre musical pour Un poeta può nasconderne un altro - Il senso per la parola di Serge Gainsbourg.